# Рождество на двоих
«Рождество на двоих» (англ. Last Christmas) — британо-американская рождественская романтическая комедия 2019 года режиссёра Пола Фига по сценарию Брайони Киммингс и Эммы Томпсон, которая разработала концепцию истории совместно со своим мужем Грегом Уайзом. Фильм назван в честь одноимённой песни 1984 года дуэта «Wham!», а также вдохновлён музыкой Джорджа Майкла. В главных ролях Эмилия Кларк — разочарованная жизнью работница рождественского магазина и Генри Голдинг — таинственный мужчина, с которым она заводит отношения.
Фильм «Рождество на двоих» был выпущен в кинотеатрах в США 8 ноября 2019 года и в Великобритании 15 ноября 2019 года компанией Universal Pictures. Он получил смешанные отзывы критиков, высоко оценивших актёрскую игру и химию Кларк и Голдинга, но раскритиковали сценарий и сюжет. Фильм собрал в мировом прокате 123 миллиона долларов.

## Сюжет
Действие фильма происходит зимой в Лондоне. Катарина «Кейт» Андрич, молодая начинающая певица, периодически живущая у своих друзей, имеет бесперспективную работу эльфом в круглогодичном рождественском магазине в центре Лондона, хозяйка которого строгая, но добросердечная китаянка, называющая себя «Санта». Во время попытки Кейт устроить свою личную жизнь, она знакомится с парнем и у них завязывается отношения, которые закончились когда их застукала его жена. Во время рабочего дня Кейт замечает снаружи мужчину, смотрящего вверх и заводит с ним разговор, узнав, что его зовут Том Вебстер и его часто повторяемая жизненная мудрость состоит в том, чтобы «искать» то, что другие редко замечают.
После неудачного вокального прослушивания Кейт снова встречает Тома, и они идут на прогулку, где он очаровывает её своими необычными наблюдениями за Лондоном. После того как её выселили самые старые друзья, Кейт вынуждена вернуться домой к своим родителям, югославским иммигрантам. Её мать Петра страдает депрессией, а её отец Иван, бывший юрист, работает водителем такси, так как не может позволить себе переучиться на юридическую практику в Соединённом Королевстве. Кейт чувствует, что Петра, которая от неё без ума, душит её своей заботой, пренебрегая старшей сестрой Кейт, Мартой, успешным юристом, которая являясь лесбиянкой, скрывает свою сексуальную ориентацию от родителей.
Кейт начинает проводить больше времени с Томом, который доставляет товары на велосипеде и работает волонтёром в приюте для бездомных, над которым она сначала издевается. В поисках Тома, который часто пропадает на несколько дней и говорит, что оставляет свой телефон в шкафу, она начинает помогать в приюте в надежде наткнуться на него, но обнаруживает, что персонал никогда его не встречал.
Отмечая повышение Марты по службе, Кейт в злобе раскрывает ориентацию Марты родителям. Убегая, она сталкивается с Томом, который забирает её обратно в свою квартиру. Кейт рассказывает, что годом ранее она серьёзно заболела и ей пришлось сделать пересадку сердца. Кейт говорит, что чувствует себя полумертвой и задается вопросом, есть ли у неё талант, чтобы стать певицей. Открывшись Тому, Кейт пытается заняться с ним любовью, но он отказывается.
Проведя ночь с Томом, Кейт начинает делать небольшие шаги, чтобы улучшить свою жизнь: заботится о своём теле, знакомит Санту с датчанином, который любит Рождество так же сильно, как и она, извиняется перед Мартой и её девушкой и поёт рождественские песни, чтобы собрать деньги для приюта. Через несколько дней Кейт снова сталкивается с Томом, который говорит, что хочет сказать ей что-то важное, но Кейт заранее заявляет, что он боится обязательств и уходит.
Кейт продолжает стараться творить добро в своей повседневной жизни. Наконец, желая загладить свою вину с Томом, она возвращается в его квартиру и встречает агента по недвижимости, который проводит просмотры и объясняет, что квартира была вакантной во время процесса оформления завещания. После некоторого первоначального замешательства он сообщает, что предыдущий владелец погиб в результате велосипедной аварии на прошлое Рождество, и Кейт понимает, что Том был донором органов, чьё сердце она получила. Направляясь в небольшой сад, который был любимым местом Тома, Кейт снова встречает его (понимая, что Том — призрак), где мужчина говорит, что его сердце «всегда будет твоим», и на прощание просит Кейт позаботиться о нём. Выясняется, что скамейка, на которой они сидели во время своего первого похода в сад, является мемориальной скамейкой Тома.
В канун Рождества Кейт организует шоу, используя таланты людей из приюта, и приглашает всех своих друзей и семью, в том числе Санту и её поклонника из Дании, а также агента по недвижимости, которого она встретила в квартире Тома. Кейт изящно исполняет соло из песни Wham! «Last Christmas», переплетающаяся с воспоминаниями о её времени с Томом, и веселье начинается, когда поднимается занавес и к ней присоединяется группа исполнителей из приюта. На следующий день Кейт и её семья вместе празднуют Рождество, к которым впервые присоединилась подруга Марты Альба.
Наступает лето, заметно более здоровая Кейт пишет в своем дневнике на мемориальной скамейке Тома в саду, с которым он её познакомил. Улыбаясь, счастливая Кейт поднимает глаза, как Том всегда советовал.

## В ролях
- Эмилия Кларк — Кейт
- Генри Голдинг — Том
- Мишель Йео — Санта
- Эмма Томпсон — Петра
- Ребекка Рут — доктор Эддис
- Лидия Леонард — Марта
- Пэтти Люпон
- Ингрид Оливер — офицер полиции[5]

## Производство
В сентябре 2018 года стало известно, что Эмилия Кларк и Генри Голдинг сыграют главные роли в рождественской романтической комедии. Пол Фиг был объявлен режиссёром, а Брайони Киммингс и Эмма Томпсон — сценаристами. В октябре было объявлено, что Эмма Томпсон также сыграет одну из главных ролей и что в фильме прозвучит музыка Джорджа Майкла. В ноябре к съёмочной группе присоединились Мишель Йео как исполнительница одной из главных ролей и Теодор Шапиро как композитор.
Съёмки начались 26 ноября 2018 года и продолжались до февраля 2019 года. К съёмочным площадкам относились киностудии Западного Лондона.

## Релиз
Фильм должен был быть выпущен 15 ноября 2019 года, но был перенесён на неделю до 8 ноября. Первый показ фильма состоялся 7 ноября, а российская премьера состоялась 5 декабря 2019 года.